# 마의 (드라마)
《마의》(馬醫)는 2012년 10월 1일부터 2013년 3월 25일까지 MBC에서 방송된 50부작 창사 51주년 특별기획 드라마이다. 허준과 대장금을 잇는 이병훈 감독의 세 번째 의학 드라마이다.
드라마 방영에 앞서 스페셜 방송 '마의 100배 즐기기'를 10월 1일 오후 8시 30분에 편성하였다.
그리고 2019년 개국한 MBC ON에서 다시 방송 중이다.

## 기획 의도
조선 후기 조선 현종 당시, 조선 최초의 한방 외과의(外科醫)로서 독보적인 종기치료로 "신의"(神醫)라는 호칭을 얻은 의관(醫官) 백광현(白光玄, 1625~1697)의 생애와 심오한 의학세계를 드라마로 엮는다.
천민의 신분으로 마의(馬醫, 말을 돌보는 의사)에서 출발하여 명성을 얻고 뒤이어 내의원 의관이 되고 어의가 되어, 한방(韓方) 의학계에 사상 최초로 "한방의 외과적 시술(外科的 施術)"이라는 새로운 분야를 개척해 천하에 이름을 떨친 침의(鍼醫) 백광현!
백광현의 초반 의학 세계라고 볼 수 있는 조선시대 가축의 질병을 다룬 수의학의 세계를 통해 인간 질병 치료와는 전혀 다른 새로운 내용을 보여줄 전망이다. 또한 '병자가 있는 곳이면 어디라도 간다'는 좌우명 아래 가난한 백성들을 위해 평생 헌신적인 의술을 펼칠 백광현의 인술 휴머니즘을 통해 냉혹하고 각박한 오늘의 의료 현실에 크나큰 경종을 안겨주려 한다.

## 주요 내용
목장에서 날뛰는 말을 순식간에 제압하는 명환. 목장을 찾은 도준은 말을 빠르게 치료하는 마의들을 보고 호기심을 느낀다. 왕실 의료기관이자 의생교육기관인 전의감에서 만나게 되는 도준과 명환. 전의감에는 대제학 대감의 장남으로 반가 출신인 도준과 마의의 아들인 명환에 대한 소문이 퍼지는데...
12년 후, 외딴 섬에서 석구와 살아가는 광현. 광현은 도성에 가고싶어 수차례 도전하지만, 석구의 극심한 반대에 매번 실패한다. 한편, 효종은 12년 전 소현세자의 죽음에 대해 의문을 가지고 재수사를 명하는데...
고주만이 세상을 떠나고 그 뒤를 이어 수의 자리에 오른 이명환. 치종청의 현판을 내리고 그 자리에 특별시료청을 세우도록 명한다. 한편, 광현의 죽음을 믿지 못하는 사람들. 각자의 방법으로 광현을 기다리고 시간은 흐르는데...
몇 년 후, 남장을 하고 전국적인 약계를 만든 지녕. 영달이라는 이름으로 신분을 숨긴채 활동을 한다. 한편, 사암과 소가영을 따라 청국을 돌아다니며 병자들의 병을 돌보는 광현. 사암은 항주 관아 부태수의 부름을 받고 광현과 소가영과 함께 항주로 향하는데...

## 등장인물

### 주요 인물
- 조승우 (아역 - 안도규) - 백광현(白光炫) 역

미천한 신분의 마의에서 어의의 자리에까지 오르는 조선 최초의 한방 외과의이자 강도준의 친아들. 본명은 강광현
- 이요원 (아역 - 노정의) - 강지녕(姜知寧)/영달 역

천민 노비인 석구 부부의 딸로 태어났으나 부모의 은인인 강도준이 역모사건에 휘말려 죽게 되자 은인의 아들 백광현을 살리기 위해 아비 석구가 자신과 바꿔치기 했다. 본명은 백지녕
- 손창민 - 이명환(李明煥) 역

주인공 백광현의 친아버지인 강도준의 친구. 장인주의 옛 정인. 이성하의 부. 강지녕의 후견인. 광현의 친부와 지녕의 친부를 죽게한 인물.
- 유선 - 장인주(張仁珠) 역

사암도인의 옛제자. 고주만의 현제자. 이명환의 옛 정인. 백광현의 최측근 의녀.
- 이상우 (아역 - 남다름) - 이성하(李聖夏) 역

이명환의 아들
- 한상진 - 현종 역

조선의 제18대 왕. 인조의 손자이며, 효종의 맏아들. 아버지 효종이 봉림대군시절 청나라에 볼모로 잡혀가 있을 때 심양에서 태어났다
- 김소은 - 숙휘공주 역

효종의 넷째 딸이자 현종의 손아래 동생. 말괄량이에다 개구쟁이다운 기질을 숨기지 못하고 지녕 일행과 어울려 다니는 것을 좋아한다.
- 이순재 - 고주만(高朱萬) 역

전 혜민서 수의. 이명환이 악행을 하지 않도록 설득하며 백광현에게 의생의 길을 열어준 정신적 지주이다.
- 조보아 - 서은서(徐恩瑞) 역

정성조의 며느리.

### 왕실 인물
- 선우재덕 - 인조 역

조선 제16대 국왕. 소현세자와 효종의 아버지. 맏아들 소현세자가 청의 문물을 수용하였을 때 강하게 내처버린다.
- 서현진 - 조소용 역

인조의 총관후궁.
- 정겨운 - 소현세자 역

인조의 맏아들. 효종의 형. 민회빈 강씨와의 사이에서 이석철, 석린, 석견 3형제를 두었다.
- 경수진 - 민회빈 강씨 역

소현세자의 정비.
- 최덕문 - 효종 역

조선 제17대 국왕.
- 김혜선 - 인선왕후 역

효종의 정비이자 현종의 모후. 중신들의 입장을 배려하며 맞서나 나중에는 중신들을 설득하는 인물이다.
- 이가현 - 명성왕후 역

현종의 정비이자 숙종의 모후 경종과 영조의 조모.
- 강한별 - 세자 역

광현에게 치료를 받는 왕세자. 후일 조선 19대 국왕 숙종. 현종이 장옹을 앓아 쓰러지자 걱정한다.

### 내관 상궁
- 최예진 - 남상궁 역

인선왕후를 보필하는 대비전 상궁.
- 안여진 - 곽상궁 역

숙휘공주를 보필하는 공주전 상궁.
- 이관훈 - 마도흠 역

숙휘공주의 곁에서 그림자처럼 그녀를 묵묵하게 지키는 호위무사.
- 강신조 - 의금부도사
- 정동규 - 의금부 심문관
- 길금성 - 어린 백광현을 쫓는 관군대장

### 조정 인물
- 김창완 - 정성조(鄭成調) 역

좌의정이자 서은서의 시아버지.
- 박영지 - 좌의정 홍윤식 역

정성조 후임 좌의정.
- 권태원 - 김자점 역
- 김호영 - 우의정 오규태 역

탈저라는 병을 앓았으나 광현의 외과술로 목숨을 건지는 데 성공하고 백광현의 최측근 인물이 된다.
- 김태종 - 사헌부 지평 역
- 나재균 - 도승지 역
- 나성균 - 병조판서 박병주 역
- 서광재

### 내의원 , 사복시
- 인교진 - 권석철(權錫哲) 역

전의감 교수. 소속 의생들이 혜민서 의생들에게 밀리는 것을 인정하지 않는다.
- 장희웅 - 윤태주(尹泰周) 역

백광현의 친구. 백광현의 경쟁적 협력자.
- 윤봉길 - 박대망(朴大望) 역

주인옥의 아들. 오장박의 의붓아들. 백광현의 친구.
- 최범호 - 조정철(趙廷哲) 역

이명환에게 줄을 서다 나중에는 말단으로 밀려난 인물.
- 주진모 - 사암도인 역

백광현과 장인주의 스승.
- 한춘일 - 사복시 마의 역
- 전헌태 - 사복시 마의 역
- 서진욱 - 사복시 마의 역
- 김영임 - 조비 역
- 엄현경 - 소가영 역
- 오은호 - 홍미금 역
- 오인혜 - 정말금 역
- 허이슬 - 박은비 역
- 윤진호 - 사암의 옛 제자 최형욱 역

사암도인이 가르치다가 내처 버린 제자.
- 조덕현 - 이형익(李馨益) 역

### 무교탕반, 기타 인물
- 최수린 - 주인옥(朱仁鈺) 역

무교탕반 주인. 박대망의 모. 오장박의 부인.
- 맹상훈 - 오장박(吳張半) 역

어린 백광현의 스승. 무교탕반 숙수. 주인옥의 남편. 박대망의 의붓 아버지.
- 이희도 - 추기배(處基北) 역

백광현의 정신적 후견인이자 부모같은 사람.
- 안상태 - 자봉(子福) 역
- 임채원 - 이명환의 처 역
- 서범식 - 강정두(姜廷斗) 역

이명환의 최측근.
- 유인석 - 농장주 역
- 신국 - 신병하 역
- 이숙 - 최가비 역
- 윤희석 - 서두식(徐斗植) 역

서은서의 친오빠이자 이성하의 동기
- 하은채 - 애종 역
- 김결 - 절강성 부태수의 사위 역
- 백민 - 배역 미상 역
- 정윤석 - 수탉을 키우는 동생 역

### 청나라 인물
- 이현균 - 강희제 역

청나라의 황제, 몽골의 칸
- 이희진 - 우희 역

청나라의 황비(귀비). 강희제가 총애하는 제2황비
- 임병기 - 수보 역

우희의 오빠
- 이창직 - 태의 역

청나라의 태의

### 특별 출연
- 전노민 - 강도준(姜道準) 역

백광현의 친아버지. 과거에 급제했음에도 불구하고 의술에 관심을 가져 유의의 길을 걷는다. 소현세자의 일시 귀국때 우연히 만나 그의 통치철학에 깊은 감명을 받는다. 귀국 후 그가 독살당하자 그 진실을 파헤치다가 역모 누명을 쓴다.
- 장영남 - 강도준의 처 역
- 박혁권 - 백석구 역

백광현의 양부이자 강지녕의 생부.
- 황영희 - 백석구 처 역(강지녕의 친모)
- 이성호 - 석구를 치료하기 위해 백광현이 찾아간 의원
- 오정태 - 왈패 두목
- 양한열 - 어린 강영달(지녕)의 여리꾼 친구
- 김익태 - 효종 때 조선 관리. 현종 때 춘추관 수찬관.
- 이종구 - 이명환의 양부
- 송민형 - 절강성 부태수
- 정동규
- 조동희
- 김선은
- 이종래
- 최윤준
- 이재욱
- 공재원
- 양동재
- 이광세
- 구중림
- 이용진
- 이정성
- 전해룡
- 김광인
- 전일범
- 강신구
- 이현웅
- 박팔영
- 양승걸
- 고태진
- 김정수 - 전의감
- 김소향 - 무교탕반에 시아버지와 남편을 찾으러 온 조선시대 양반집 규수
- 신준영 - 조선으로 돌아온 백광현에게 치료를 받는 병자
- 최은석 - 이명환을 유배지로 호송하는 관리
- 기연호 - 양반 행세를 한 강지녕에게 처벌을 요구하는 관리. 이후 홍윤식을 동조하는 관리
- 박기산 - 효종 때 조선 관리. 현종 때 홍윤식을 동조하는 관리
- 송용태 - 홍윤식을 동조하는 관리
- 정세형 - 정태섭
- 김율호 - 의학습독관. 이성하의 죽마고우
- 허정도 - 노복 역
- 장태민 - 노복 역
- 한국진 - 관군 역
- 이두석 - 의생 김주식 역
- 장문규 - 병자 역
- 주희중 - 오규태의 아들 역
- 김태영
- 전병덕

## 결방 및 연장 결정 및 취소 및 지연 방송
- 3회가 프로야구 포스트 시즌 중계로 인해 평소보다 1시간여 늦은 11시 20분에 방송되었다.
- 20회와 21회가 제18대 대통령 선거 후보자 토론회로 인해 평소보다 45분 늦은 10시 50분에 방송되었다.
- 2012년 12월 31일 : MBC 가요대제전 방송으로 결방하였다.
- 당초 50부작으로 기획되어 2012년 12월 31일 MBC 가요대제전 방송으로 1회 결방을 해 51부작으로 연장하려고 하였지만, 2013년 3월 26일에 2014년 FIFA 월드컵 아시아 지역 최종 예선 5차전 대한민국 VS 카타르 전 중계로 인해 50부작으로 최종 결정되었다.

## 참고 사항
- 극중 고주만과 오장박 역을 맡았던 이순재와 맹상훈은 KBS 일일연속극 《원지동 블루스》이후 17년만에 재회 하였다
- 극중 백광현 역을 맡은 조승우의 드라마 첫 데뷔작 이기도 하다

## 수상
- 2012년 MBC 연기대상
  - 대상 : 조승우
  - 특별기획 부문 남자 최우수상 : 조승우
  - 여자 신인연기상 : 김소은
  - 특별기획 부문 남자 우수상 : 이상우

## 시청률
아래의 파란색 숫자는 '최저 시청률'이고, 빨간색 숫자는 '최고 시청률'입니다. 시청률조사회사와 지역별로 시청률에 차이가 있을 수 있습니다.
| 2012년 | 2012년    | 2012년         | 2012년       | 2012년         | 2012년       |
| 회차   | 방송일    | TNmS 시청률    | TNmS 시청률  | AGB 시청률     | AGB 시청률   |
| 회차   | 방송일    | 대한민국(전국) | 서울(수도권) | 대한민국(전국) | 서울(수도권) |
| ------ | --------- | -------------- | ------------ | -------------- | ------------ |
| 스페셜 | 10월 1일  | 5.6%           | 7.1%         | 5.3%           | 6.6%         |
| 제1회  | 10월 1일  | 10.0%          | 11.7%        | 8.7%           | 9.1%         |
| 제2회  | 10월 2일  | 12.5%          | 13.1%        | 9.7%           | 10.7%        |
| 제3회  | 10월 8일  | 5.9%           | 6.9%         | 6.6%           | 7.7%         |
| 제4회  | 10월 9일  | 9.2%           | 9.2%         | 10.0%          | 11.0%        |
| 제5회  | 10월 15일 | 11.7%          | 13.4%        | 10.4%          | 12.1%        |
| 제6회  | 10월 16일 | 12.5%          | 12.6%        | 12.9%          | 13.9%        |
| 제7회  | 10월 22일 | 15.0%          | 16.1%        | 14.3%          | 15.6%        |
| 제8회  | 10월 23일 | 15.3%          | 16.9%        | 14.3%          | 16.9%        |
| 제9회  | 10월 29일 | 13.1%          | 14.8%        | 13.4%          | 15.2%        |
| 제10회 | 10월 30일 | 14.0%          | 16.0%        | 13.5%          | 15.1%        |
| 제11회 | 11월 5일  | 14.5%          | 16.0%        | 14.7%          | 15.9%        |
| 제12회 | 11월 6일  | 15.5%          | 17.1%        | 15.4%          | 16.8%        |
| 제13회 | 11월 12일 | 13.8%          | 14.0%        | 14.6%          | 16.4%        |
| 제14회 | 11월 13일 | 16.4%          | 17.8%        | 16.8%          | 18.5%        |
| 제15회 | 11월 19일 | 15.7%          | 17.9%        | 17.8%          | 20.0%        |
| 제16회 | 11월 20일 | 16.7%          | 17.4%        | 18.1%          | 20.3%        |
| 제17회 | 11월 26일 | 17.0%          | 19.1%        | 17.7%          | 19.5%        |
| 제18회 | 11월 27일 | 17.8%          | 19.9%        | 18.9%          | 20.6%        |
| 제19회 | 12월 3일  | 19.1%          | 21.4%        | 18.0%          | 19.7%        |
| 제20회 | 12월 4일  | 18.7%          | 21.7%        | 17.8%          | 19.1%        |
| 제21회 | 12월 10일 | 17.6%          | 19.7%        | 16.0%          | 17.5%        |
| 제22회 | 12월 11일 | 17.4%          | 20.7%        | 17.4%          | 18.8%        |
| 제23회 | 12월 17일 | 17.5%          | 19.0%        | 17.7%          | 19.0%        |
| 제24회 | 12월 18일 | 18.0%          | 19.7%        | 18.9%          | 20.6%        |
| 제25회 | 12월 24일 | 17.2%          | 19.3%        | 17.1%          | 19.1%        |
| 제26회 | 12월 25일 | 20.2%          | 21.7%        | 19.1%          | 19.9%        |
| 2013년 |           |                |              |                |              |
| 제27회 | 1월 1일   | 18.1%          | 20.0%        | 18.1%          | 19.4%        |
| 제28회 | 1월 7일   | 18.3%          | 20.7%        | 16.6%          | 17.7%        |
| 제29회 | 1월 8일   | 20.3%          | 22.1%        | 18.3%          | 19.7%        |
| 제30회 | 1월 14일  | 18.9%          | 21.1%        | 18.1%          | 19.5%        |
| 제31회 | 1월 15일  | 20.5%          | 23.0%        | 19.2%          | 20.4%        |
| 제32회 | 1월 21일  | 19.4%          | 21.3%        | 20.1%          | 21.8%        |
| 제33회 | 1월 22일  | 20.7%          | 22.9%        | 20.0%          | 21.4%        |
| 제34회 | 1월 28일  | 19.4%          | 22.2%        | 18.4%          | 20.1%        |
| 제35회 | 1월 29일  | 21.5%          | 24.4%        | 21.0%          | 22.5%        |
| 제36회 | 2월 4일   | 22.8%          | 24.8%        | 22.4%          | 24.2%        |
| 제37회 | 2월 5일   | 24.2%          | 26.7%        | 23.7%          | 25.8%        |
| 제38회 | 2월 11일  | 20.8%          | 24.1%        | 19.3%          | 20.7%        |
| 제39회 | 2월 12일  | 19.5%          | 22.2%        | 20.3%          | 22.7%        |
| 제40회 | 2월 18일  | 21.2%          | 24.1%        | 19.4%          | 21.4%        |
| 제41회 | 2월 19일  | 19.7%          | 22.5%        | 18.1%          | 19.0%        |
| 제42회 | 2월 25일  | 20.6%          | 23.3%        | 19.6%          | 22.0%        |
| 제43회 | 2월 26일  | 20.0%          | 21.5%        | 19.7%          | 21.9%        |
| 제44회 | 3월 4일   | 18.4%          | 20.6%        | 18.4%          | 20.6%        |
| 제45회 | 3월 5일   | 18.8%          | 20.5%        | 18.5%          | 20.4%        |
| 제46회 | 3월 11일  | 19.6%          | 21.7%        | 18.8%          | 20.6%        |
| 제47회 | 3월 12일  | 18.9%          | 21.0%        | 19.4%          | 21.4%        |
| 제48회 | 3월 18일  | 18.0%          | 20.5%        | 18.8%          | 20.9%        |
| 제49회 | 3월 19일  | 17.9%          | 19.6%        | 19.1%          | 21.1%        |
| 제50회 | 3월 25일  | 17.2%          | 18.4%        | 17.8%          | 20.2%        |

## 같이 보기
- 신의 (SBS, 2012년 8월 13일 ~ 2012년 10월 30일)
- 드라마의 제왕 (SBS, 2012년 11월 5일 ~ 2013년 1월 7일)
- 야왕 (SBS, 2013년 1월 14일 ~ 2013년 4월 2일)
- 울랄라 부부 (KBS2, 2012년 10월 1일 ~ 2012년 11월 27일)
- 학교 2013 (KBS2, 2012년 12월 3일 ~ 2013년 1월 28일)
- 광고천재 이태백 (KBS2, 2013년 2월 4일 ~ 2013년 3월 26일)